# We're No Angels (pel·lícula de 1955)
|  | Aquest article tracta sobre la pel·lícula de Michael Curtiz; per la pel·lícula de Neil Jordan, vegeu l'article No som àngels. |

We're No Angels és una pel·lícula estatunidenca de 1955 dirigida per Michael Curtiz, i interpretada per Humphrey Bogart, Peter Ustinov, Aldo Ray i Joan Bennett, entre d'altres.
És una de les poques comèdies que va fer Bogart, qui ja havia treballat anteriorment amb Curtiz a Casablanca el 1942, entre d'altres. Aquesta seria la seva darrera col·laboració.
El guió està basat en la comèdia nadalenca de Broadway My Three Angels, de Samuel i Bella Spewack, una adaptació a l'anglès de l'original en francès escrit per Albert Husson: La Cuisine des Anges.
Neil Jordan en va fer un remake l'any 1989: No som àngels.

## Argument
Uns dies abans de Nadal, tres convictes que s'han escapat de la presó de l'Illa del Diable, a uns quilòmetres de la Guaiana Francesa, arriben a la costa. La seva intenció és marxar d'allà en un dels vaixells que hi ha al port; però han de menjar, i necessiten diners i roba per a passar desapercebuts entre els colons.
Els fugitius Joseph, Albert i Jules entren a la botiga dels Ducotel amb la intenció de robar-hi, i allà coneixen Amelie, l'atractiva filla del Felix i Isabelle. Però s'adonen que l'economia de la família està a punt de fer fallida, de manera que, aprofitant que el sostre del local està en mal estat, s'ofereixen a arreglar-lo ells mateixos; així, de dia no cridaran l'atenció de la gent del poble i durant la nit podran robar-hi el que necessiten.
És llavors quan arriba Andre, el cosí ric de la família, i demana revisar els llibres de comptabilitat, ja que és el propietari de l'establiment i els pot fer fora si les xifres no el contenten. Els presoners comencen a plantejar-se la possibilitat d'assassinar-lo; però se'ls avança Adolphe, la serp verinosa que Albert té com a mascota.

## Repartiment
- Humphrey Bogart: Joseph
- Peter Ustinov: Jules
- Aldo Ray: Albert
- Joan Bennett: Amelie Ducotel
- Basil Rathbone: Andre Trochard
- Leo G. Carroll: Felix Ducotel
- John Baer: Paul Trochard
- Gloria Talbott: Isabelle Ducotel

## Obres relacionades
- La Cuisine des Anges, d'Albert Husson
- My Three Angels, de Samuel i Bella Spewack
- No som àngels, pel·lícula de 1989 dirigida per Neil Jordan